# 兩個不能否定
“两个不能否定”，即“不能用改革开放后的历史时期否定改革开放前的历史时期，也不能用改革开放前的历史时期否定改革开放后的历史时期”，由中共中央总书记习近平于2013年1月5日在中共中央党校“新进中央委员、候补委员学习贯彻党的十八大精神研讨班”上的讲话中提出。针对的是中国大陆改革开放前后“两个历史时期”的关系。
中共中央第十八届三中全会召开前，中共中央机关报《人民日报》于 2013年11月8日刊登长篇文章，重申这一论述。

## 理论提出
2013年1月5日，习近平在“新进中央委员会的委员、候补委员学习贯彻十八大精神研讨班”上的讲话中提出：
我们党领导人民进行社会主义建设，有“改革开放前”和“改革开放后”两个历史时期，这是两个相互联系又有重大区别的时期，但本质上都是我们党领导人民进行社会主义建设的实践探索。
不能用改革开放后的历史时期否定改革开放前的历史时期，也不能用改革开放前的历史时期否定改革开放后的历史时期。

如果当时全盘否定了毛泽东同志，那我们党还能站得住吗？我们国家的社会主义制度还能站得住吗？那就站不住了，站不住就会天下大乱。
2013年11月8日，《人民日報》刊登中共中央黨史研究室的整版文章《正确看待改革开放前后两个历史时期——学习习近平总书记关于“两个不能否定”的重要论述》，強調要「正確認識和把握」改革開放前後兩個歷史時期。文章稱：
学习习近平总书记的重要论述，对于我们从宏观上正确认识和把握改革开放前后两个历史时期乃至整个党的历史，进一步在坚定党的历史自信中坚定中国特色社会主义道路自信、理论自信、制度自信，坚定不移地把中国特色社会主义伟大事业继续推向前进，具有重要指导意义。
這是一個事關黨、國家、人民前途命運的重大政治問題；處理不好，就會產生嚴重政治後果。
正確認識兩個不否定，不只是歷史問題，更是現實的政治問題；處理不好，就會產生嚴重政治後果。
敵對勢力這兩個方面的否定，從根本上說，都是對歷史事實的背離，都是想搞亂人心，企圖瓦解中國共產黨執政的歷史依據和思想根基，進而毀掉社會主義中國的未來和廣大中國人民的福祉。「前車之覆，後車之鑒。 」蘇聯解體、蘇共垮台的一個重要原因，就是全面否定蘇聯歷史、蘇共歷史，否定列寧等領袖人物，搞歷史虛無主義，把人們的思想搞亂了。

如果不能正確對待黨所走過的彎路，就會動搖對黨的信賴，動搖對中國特色社會主義的信念，動搖對實現中華民族偉大復興的信心；最終受到損害的還是黨和國家的事業，以及與這個事業緊密聯繫在一起的廣大人民群眾的根本利益。

## 评论
对习近平的这一论述，中国大陆媒体多持正面评价。 
- 有評論指出，两个不能否定“蕴含着两个互相紧扣的观点：必须继续坚持毛泽东思想的指导地位，必须高举中国特色社会主义伟大旗帜”，两个不能否定是“中国共产党的历史底线，跨越这个底线，中国共产党人就有可能犯颠覆性的错误”，是习近平“对毛泽东思想活的灵魂新的深刻阐发，既表明了新一届中央领导集体高举毛泽东思想旗帜的坚定信念，又体现了把中国特色社会主义事业不断推向前进的时代追求”。[4]
- 有評論認為，“十八大以来，在意识形态领域斗争异常激烈的时候，坚守；‘两个不能否定’，破除了摇摆不定者的观望心理，打消了犹豫不决者的思想顾虑，让人民群众看到了希望，对中国的前途更加充满信心”。[6]
- 有評論指出，習近平三中全会开幕之际“对两个不能否定做出系统阐述，是宣示中国不会走老路和邪路，而是坚定不移地走中国特色社会主义道路。中国决不能在根本性问题上出现颠覆性错误。”，是“为新一轮改革划出的底线。”[7]
- 有觀點認為，习近平的讲话“深刻的揭示了历史的客观性，这是符合历史发展规律的”[8]。“坚持两个不能否定”就是“坚持实践马克思主义的哲学观点，即唯物辩证法的根本观点：承认矛盾，用联系的、发展的、全面的观点看待问题”，否定改革开放前后两个历史时期中的任何一个时期，都是“片面的、静止的、孤立的，都犯了形而上学唯心主义的错误”[9]，是“彰显唯物史观的重要论断”[10]。
- 有評論認為，“两个不能否定”有“很强的针对性，针对的是‘否定派’”，“右派总想拿后30年否定前30年，毫无疑问，右派是典型的‘否定派’”。[11]
- 有評論指出，“否定毛泽东等于否定历史，这是一种无视历史发展规律，割裂社会发展自然脉络的错误观点”。[12]
- 有觀點認為，两个不能否定“体现了以习近平同志为总书记的新一届中央领导集体所具有的高超的政治洞察能力、政治智慧和政治定力，为‘中国梦’奠定理论基础”[13]，是“是中国社会主义存在并发展的基石”[14]，“和‘姓社姓资’一样同是思想解放”[15]，体现了“党一贯敢于坚持真理，敢于面对各种歪风邪气的光荣品质，必将给力中国梦，助这个伟大梦想早日变成现实”。[16]

海外媒體則提出不同观点：
- 习近平提出两个不能否定其实“意在安抚中共党内左右两派，希望双方不要陷入永无休止的争论”，是“经过精心谋篇布局的一篇大文章”。[17]
- “用改革开放后的历史时期否定改革开放前的歷史时期”指中國大陆的右派人士，以现况批评过往；“用改革开放前的歷史时期否定改革开放后的歷史时期”指左派人士，以过往批评现状。[18]
- 在習近平以前，中共黨內沒有如此層級的領導人做出這樣的論述。这表明中共黨內和中國大陸社會對改革開放前後歷史的看法確實有一定程度的混亂。[2]
- 中國事務評論人士林和立指出，十八屆三中全會召開前，《人民日報》刊登這樣的文章意圖很明顯，習近平希望黨內左右兩派不要用十一屆三中全會的標準來比較和批評本屆三中全會即將推出的改革措施，《人民日報》再次高調提出這個論述說明“習近平已經變得越來越左”。[3]
- 路透社的分析指出，這意味著中共對十八屆三中全會上提出政治改革「明確說不」。[3]

中國大陸也有不同於官方論述的觀點：
- 北京大学法学院教授贺卫方在微博上说，「想不通」中共党媒的论述，他稱「十年浩劫（文化大革命）已被中共中央决议彻底否定……谁都清楚，如依照毛的路线和理论，邓的改革完全是在走资本主义道路。改革开放本身就是一场革命。这种人为的『前后统一』就是否定改革开放」。[19]

中國大陸有評論則指出，中國大陸的网络和论坛陆续出现对“两个不能否定”的质疑声音，是“一种别有用心的意识折腾，必须引起高度警惕”，“中国经不起折腾，也害怕折腾，尤其是思想意识的折腾，更会贻害发展良机，更会扰乱我们的发展步伐。”